# El extraño caso del doctor Jekyll y el señor Hyde
El extraño caso del doctor Jekyll y el señor Hyde (en inglés: Strange Case of Dr Jekyll and Mr Hyde), a veces titulado simplemente El doctor Jekyll y el señor Hyde, es una novela corta de horror gótico escrita por Robert Louis Stevenson y publicada por primera vez en inglés en 1886, que trata acerca de un abogado, Gabriel John Utterson, que investiga la extraña relación entre su viejo amigo, el Dr. Henry Jekyll, y el misántropo Edward Hyde. Es una obra conocida por tratarse de una representación de un trastorno psiquiátrico por el que una misma persona tiene dos o más identidades con características únicas. En psiquiatría, esta es conocida como TID trastorno disociativo de la identidad (anteriormente llamada trastorno de personalidad múltiple).
Jekyll es un científico que crea una poción o bebida que tiene la capacidad de separar la parte más humana del lado más maléfico de una persona. Cuando Jekyll bebe esta mezcla se convierte en Edward Hyde, un criminal capaz de cualquier atrocidad. Según se cuenta en la novela, en nosotros siempre están el bien y el mal juntos; por eso, Hyde, símbolo de todo lo perverso, resulta repugnante a todo aquel que lo ve.
Fue un éxito inmediato y uno de los más vendidos de Stevenson. Las adaptaciones teatrales comenzaron en Boston y Londres un año después de su publicación y aún hoy continúa inspirando películas e interpretaciones múltiples. 

## Creación
A principios de otoño de 1886 los pensamientos de Stevenson giraban en torno a la idea de la dualidad del ser humano y cómo esta incorpora el bien y el mal en una historia. Una noche tuvo un sueño y al despertar tenía la idea para dos o tres escenas que aparecerían en El extraño caso del doctor Jekyll y Mr. Hyde. «A altas horas de la mañana» dijo la señora Stevenson «fui despertada por gritos de horror de Louis. Pensando que tenía una pesadilla le desperté. Él me dijo, furioso: “¿Por qué me has despertado? Estaba soñando un dulce cuento de terror.” Yo le había despertado en la escena de la primera transformación».
Lloyd Osbourne, el hijastro de Stevenson, recuerda que: «No creo que haya habido antes una hazaña literaria como la escritura de Doctor Jekyll. Recuerdo su primera lectura como si fuera ayer. Louis bajó enfebrecido, leyó casi la mitad del libro en voz alta; y luego, cuando todavía estábamos jadeando, él ya estaba otra vez lejos ocupado en la escritura. Dudo que la primera versión le llevara más de tres días».
Como de costumbre, la señora Stevenson leyó el esbozo y apuntó sus críticas en los márgenes. Louis estaba postrado en la cama entonces por una hemorragia y ella dejó sus comentarios con el manuscrito y Louis en el dormitorio.
Ella dijo que la historia realmente era una alegoría aunque Louis la escribía como un cuento. Al rato Louis la llamó al dormitorio y señaló un montón de cenizas: había quemado el manuscrito por miedo a que tratara de utilizarlo, y en el proceso se obligó a comenzar desde el principio a escribir una historia alegórica como ella le había sugerido. El debate académico es si realmente quemó el manuscrito o no. Algunos eruditos sugieren que las críticas de su mujer no fueron sobre la alegoría sino sobre el contenido sexual inadecuado que supuestamente tendría esta versión. No hay ninguna prueba actualmente que indique que se quemó el manuscrito, pero en cualquier caso esto forma una parte importante de la historia de la novela.
El manuscrito se vendió al principio como una edición en rústica por un chelín en el Reino Unido y un dólar en los Estados Unidos. Al principio, las tiendas no hicieron provisión de la novela hasta que una crítica favorable apareció en The Times (25 de enero de 1886). Durante los siguientes seis meses se vendieron cerca de cuarenta mil copias. Hacia 1901 se estimó que se habían vendido más de 250 000 copias.

## El extraño caso del Dr. Jekyll & Mr. Hyde como literatura gótica
En pleno auge del siglo de las luces, una era donde la razón reflexiva se considera el camino hacia la disipación de las “tinieblas”, nos encontramos frente a una paradoja. A pesar de los avances en el pensamiento racional, las secuelas de guerras, masacres y revoluciones fallidas persisten en la conciencia colectiva. Este trasfondo histórico y cultural establece el escenario para el surgimiento del romanticismo en el siglo XIX en Inglaterra, un movimiento que posteriormente se expande a Alemania.
El romanticismo, influenciado por diversas corrientes como el simbolismo, surge como una reacción a la racionalidad imperante y busca exaltar la figura del individuo frente a sí mismo. En este contexto nace la literatura gótica moderna, que utiliza elementos oscuros, misteriosos y sobrenaturales para explorar las emociones humanas más intensas, como el miedo y la ansiedad. Obras emblemáticas como "El extraño caso del Dr. Jekyll y Mr. Hyde" de Robert Louis Stevenson, se destacan por su exploración de la dualidad de la naturaleza humana y los aspectos más oscuros de la psique.
Por un lado, e introduciendo el concepto e idea del género del terror, su estética monstruosa, lo bello y lo siniestro. Cabe decir que en la mitad del siglo de las luces no es la razón la que engendra “monstruos”, sino las nuevas formas de pensamiento, de sentimiento y de imaginación, transformando estas figuras en algo estéticamente atractivo. Las representaciones de términos como la fealdad, el dolor y el temor elevan estas ideas a un nivel sublime del ser humano, es decir, su naturaleza. En la obra de Edmund Burke (1987) De lo sublime y lo bello, fue el primero en mencionar que todo aquello que genere dolor y peligro, o que esté relacionado con el terror, es una fuente de lo sublime ya que produce una de las emociones más intensas que la mente humana puede experimentar. Así pues, el terror se considera un catalizar de lo sublime pues no hay ningún otro sentimiento que impida a nuestra mente razonar como lo hace el miedo, según Edmund Burke. Por ello, el término "gótico" enmarca un estilo de literatura popular, caracterizado por su estética monstruosa y la exploración de lo bello y lo siniestro. La obra de Edmund destaca la importancia del terror como elemento crucial en esta literatura, donde el miedo se convierte en una fuente de emociones intensas y catárticas.
Por otro lado, es importante destacar las particularidades y los elementos que distinguen a la narrativa de la literatura gótica. Edmund Burke habla sobre la importancia de diferenciar entre la claridad y la oscuridad en relación con las pasiones. Respecto a la oscuridad, este autor alaba esta estética de la oscuridad nocturna, donde el sentido del oído se agudiza, otorgando valor a los sonidos y las palabras sobre las ilusiones visuales. El hecho de que no haya claridad hace que se intensifiquen las pasiones y haya entusiasmo y exaltación. La idea principal de lo gótico es lo desconocido, ya que evoca sentimientos de inquietud pero también de satisfacción por el descubrimiento y lo nuevo. Esto implica desafiar las normas de la costumbre y los comportamientos arcaicos que pueden haber sido impuestos por ciertos universales filosóficos. A su vez, la literatura gótica se forma con diversas características distintivas:
- La presencia de viejos castillos o monasterios, potenciando la idea.
- Manifestaciones sobrenaturales sin explicación lógica dentro de la realidad.
- Sentimientos desenfrenados, los protagonistas experimentan una gran cantidad de sentimientos diversos como pánico, pasión desenfrenada, depresión, angustia, paranoia y un amor obsesivo.
- Conflictos amorosos no solucionados junto con los sentimientos impulsivos oscuros, se mezclan en la atmósfera del misterio.
- Creación de arquetipos como la doncella en situaciones de peligro extremas provocando desmayos, gritos o llanto; recurriendo a la compasión del lector al presentar a una heroína sometida a terrores angustiosos, pasando a ser el eje central de la trama. Otro arquetipo destacado es la figura masculina opresora, generalmente padre, rey o esposo que exige a la joven a cometer acciones inaceptables como los sacrificios de castidad.

Además, Rodrigo Argüello presenta seis imágenes que arrojan luz sobre la sensibilidad gótica y su interacción con elementos del entorno, las sensaciones y la negación del yo platónico, lo que ayuda a entender la importancia de la literatura gótica. Estas imágenes describen diferentes aspectos:
1. La primera imagen trata sobre la irregularidad del paisaje y su relación con la naturaleza, un paisaje donde en un principio es ideal, se va transformando en desgracia.
2. La segunda imagen se refiere a la adoración por la muerte, el gusto por lo nocturno y lo melancólico, como es el caso de los cementerios ubicados en entornos naturales y elegantes a las afueras de la ciudad, recordando el equilibrio que simboliza el escenario en un bonito lugar aunque esté muerto.
3. La tercera imagen explora el hogar como un lugar acogedor pero también misterioso y desagradable, como se muestra en la obra El extraño caso del Doctor Jekyll & Mr. Hyde donde la arquitectura y las emociones de los personajes juegan un papel fundamental.
4. La cuarta imagen aborda la idea de la "microscopia", donde lo concreto se vuelve invisible pero perceptible, generando escalofríos, como se ve en El almohadón de plumas de Horacio Quiroga.
5. La quinta imagen se centra en el reflejo del yo en la sombra y el espejo, donde lo fantástico se convierte en la realidad, ejemplo de esto la obra El retrato de Dorian Gray de Oscar Wilde.
6. La última trata el tema del misterio y el terror, lo desconocido predomina sobre las partes más oscuras del ser humano, como se ve en los relatos de Lovecraft que despiertan miedo y fantasías basados en lo desconocido.

Por último, además de las características típicas de la literatura gótica, como los castillos y lo sobrenatural, se destacan movimientos artísticos como el simbolismo y el expresionismo, que contribuyen a moldear este género. El expresionismo, en particular, distorsiona la realidad para reflejar subjetivamente la visión del mundo, especialmente en el contexto de la metrópoli y el progreso. Se interesa por rechazar el concepto clásico de belleza, en tanto la fealdad, lo macabro y la crueldad inspiran a ir en contra de todo positivismo e impresionismo y toda clase de naturalismo que podrían ver la realidad de manera precisa.

## Resumen
Capítulo 1: Historia de la puerta
Utterson (un abogado) y Enfield, son dos personas comunes y amigos que se juntan, como siempre, a dar una vuelta. Pero esta vez, Enfield ve una puerta que le recuerda a un momento que vivió, y se lo cuenta a su amigo Utterson.
Vio a un hombre pisoteando a una niña pequeña de 8 años al cruzar la esquina y los familiares lo amenazaron con acabar con su reputación. El hombre aceptó pagarles 100 libras. Entró en esa puerta y salió con un cheque aparentemente falso por la firma que se podía apreciar en él. Resultó ser verdadero y lo cobró él mismo. Los dos hombres (Utterson y Enfield) acordaron no volver a hablar de la historia.
Capítulo 2: En busca de Mr. Hyde
Utterson mira en su caja fuerte y extrae un libro llamado "El testamento del Dr. Jekyll" que dice: “Dejo todas mis pertenencias al Sr. Hyde cuando muera o desaparezca”.
El notario marcha hasta la puerta (de la que habló con Enfield) y se encuentra con Hyde. Le pregunta si puede ver a Jekyll y este le responde que no está. Entonces se dirige a la puerta de la casa del doctor pero tampoco estaba allí.
Capítulo 3: El Dr. Jekyll estaba completamente tranquilo
Mr. Utterson fue a una cena de viejos amigos organizada por Jekyll. Como de costumbre, el abogado se quedó hasta después de que se fueran todos. Estuvo hablando con el doctor y le preguntó por Hyde y si estaba en algún apuro. Él le respondió que no se preocupara, que se podía deshacer de Hyde cuando quisiera. Jekyll le hace prometer a Utterson que, cuando él muera, se encargará de Hyde. Él acepta.
Capítulo 4: El caso del asesinato de Carew
Una joven romántica estaba sentada en su casa mirando por la ventana la luna. De repente vio a dos hombres: Mr. Hyde y el Sr. Carew. Empezaron a hablar hasta que a Hyde le entró un ataque y lo empezó a golpear con un bastón hasta matarlo. La chica, al verlo, se desmayó. Al despertar observó a la víctima tendida en el suelo y un trozo del bastón que le había matado. Llamó a la policía.
El muerto llevaba un sobre con el nombre del abogado. La policía le fue a preguntar y sólo con oír la descripción, ya supo que era Hyde. Fueron a su casa pero allí solo estaba la sirvienta y todas las habitaciones revueltas, como registradas.
Capítulo 5: El incidente de la carta
Utterson fue a hablar con Jekyll y le preguntó por la noticia del asesinato. Él contestó: “No te preocupes, Hyde ya no volverá a ser visto. Me ha entregado una carta", la leyó y Jekyll le pidió que le aconsejara sobre si debía enseñársela a la policía o no.
Utterson se la llevó y quedó en su casa con un amigo. Este miró la carta, más tarde entró el sirviente, dándole al abogado otra nota. Era Jekyll que le invitaba a cenar. El amigo cogió la nota y la comparó con la carta: “Es la misma caligrafía, yo no se la enseñaría a la policía”. Utterson se preguntó por qué iba Jekyll a falsificar la carta de un asesino.
Capítulo 6: El incidente del Dr. Lanyon
El abogado fue varios días seguidos a ver a su amigo Henry Jekyll, pero pasaron unos días, él ya no aceptaba visitas. Utterson fue a hablar con el Dr. Hastie Lanyon, otro amigo mutuo, pero él no quería oír hablar del doctor.
El abogado envió una carta a Henry y fue contestada, decía: “No piense que por no abrir la puerta, ya no somos amigos. Pero soy un pecador y debo hacer penitencia".
Días después, Lanyon murió. Utterson abrió un sobre que tenía él, que decía: “Solo para Utterson, en caso de que muera antes que yo, quemar la carta sin ser leída”. El abogado abrió el sobre y dentro había otro igual que decía: “No abrir antes de la muerte o desaparición de Henry Jekyll", lo que estremeció a Utterson. A pesar de la curiosidad, el abogado decidió no abrirlo haciendo caso de la inscripción.
Capítulo 7: Incidente en la ventana
Utterson y Enfield estaban paseando por la calle cuando vieron el callejón de la puerta. Fueron a ver las tres ventanas del despacho de Jekyll. La de en medio estaba abierta y se podía apreciar el rostro del doctor. Se quedaron a hablar hasta que de pronto, Jekyll empalideció, puso cara de horror y salió corriendo, cerrando la ventana. Los dos hombres se quedaron paralizados.
Capítulo 8: La última noche
Poole, el mayordomo de Jekyll, fue a ver a Utterson. Le comentó que al doctor le pasaba algo al doctor, y los dos fueron a su casa, Pero jekyll no los dejaba entrar a su habitación.
El mayordomo cuenta que Jekyll, o quien esté detrás de la puerta, ha estado pidiendo muestras de una sal extraña, rechazando las que le entragaba por ser "impuras". Los dos hombres empezaron a discutir posibilidades hasta que coincidieron en una cosa: el hombre que hay detrás de la puerta es Hyde.
Se disponen a entrar bien armados y descubrir quién hay detrás. Los dos hombres advirtieron al personal que esperaran en la puerta trasera por si intentaba escapar. Se dirigieron al laboratorio y derrumbaron la puerta con el hacha, y miraron toda la habitación. Vieron un cuerpo en el suelo en la mitad del cuarto, se acercaron y vieron la cara de Edward Hyde, su ropa no le quedaba bien y dedujeron que se trató de un suicidio. En la mesa había un sobre y dentro de él tres más. Uno era el mismo testamento que guardaba el abogado, solo cambiando el heredero por Utterson. También había una nota que decía que leyera la nota que Lanyon le había entregado y diciendo que el fin se acerca; otro sobre que se lo guardó. Utterson se dirigió a su casa para examinar los documentos.
Capítulo 9: Relato del Dr. Lanyon
En la confesión del DR. Lanyon, este narra que recibió una carta de Jekyll pidiéndole que le vaya a buscar unos productos al laboratorio y se los entregue a una persona que los irá a buscar. Esa persona resultó ser Hyde. Este se comportó muy nervioso e impaciente. En casa de Lanyon, este le entregó los productos y Hyde empezó a mezclarlos. Cuando la mezcla estuvo hecha le dirigió una pregunta al otro: “¿prefieres dejarme ir y no saber nada de esto o el peso de la curiosidad no te deja hacerlo?”. Lanyon contestó que él no había hecho todo eso para no saber el final. Entonces Hyde se tomó la mezcla y después de un rato de movimientos de dolor esa persona se convirtió en Henry Jekyll.
Capítulo 10: Explicación del Dr. Jekyll
Resulta que Henry Jekyll desde siempre se había interesado en el dualismo del hombre; pues en su interior, siempre luchaba por imponer su bondad sobre sus impulsos malignos. Se obsesionó con la idea de separar el lado bueno del malvado, y en su intento por lograrlo, creó una mezcla cuyo ingrediente principal era una sal escasa y rara. Al ingerirla, sin embargo, terminó por convertirse en su lado perverso, a quien llamó Edward Hyde; así, consiguió una personalidad alterna para dar libertad a sus impulsos (aunque nunca se rebelan explícitamente sus acciones) sin manchar su reputación de doctor gentil y amable. Y para convertirse de Hyde a Jekyll, preparaba otro brebaje, con la misma sal.
Sin embargo, poco a poco Jekyll empezó a perder control sobre Hyde, sobre todo tras el incidente con la niña, tras lo cual le cedió un domicilio y una cuenta bancaria (pues el cheque que entregó lo firmó a nombre de Jekyll), dándole sin querer más poder. Además, las transformaciones se daban sin ingerir la pócima; lo que llevó a que más tarde requiriese la ayuda de Lanyon. Hyde era cada vez más malvado, y aunque Jekyll renunció por un tiempo a la pócima, recayó una vez (y terminó asesinando a Carew) para luego detenerse definitivamente; solo para que las transformaciones involuntarias continuasen. Finalmente, se agotó la sal: Jekyll pedía a Poole que compre más, pero conseguía muestras puras, cuando la sal original, que hacía funcionar la pócima, no lo era.
Jekyll termina su carta de explicación diciendo que Hyde es incontrolable, y por ende decide poner fin a ambos.

## Personajes
En cuanto a los personajes principales tenemos en primer lugar al Dr. Henry Jekyll es médico y científico, quien al intrigarse por la dualidad de la naturaleza humana, realiza experimentos para separar los aspectos buenos y malos de la personalidad. Jekyll es un hombre bueno y amable, pero su obsesión por separar el bien y el mal dentro de él lo lleva a desarrollar una personalidad malévola, representada por Mr. Hyde.
En segundo lugar a Mr. Edward Hyde, es la parte malévola creada por los experimentos de Jekyll. Es joven y brutal, con rasgos deformes. Es violento, impulsivo y carece de cualquier restricción moral. Hyde encarna los aspectos oscuros y malévolos de la personalidad de Jekyll. A medida que la historia avanza, se revela que Jekyll y Hyde son la misma persona, pero sus transformaciones representan un conflicto interno entre el bien y el mal.
A su vez tenemos a Mr. Gabriel John Utterson, abogado y amigo de confianza de Dr. Jekyll. A su vez, es el narrador principal de la historia.
Por otro lado, tenemos dos personajes secundarios que son por un lado, el Dr. Hastie Lanyon un amigo de Jekyll, también un médico y científico. En un principio, Lanyon duda sobre los experimentos de Jekyll, pero su participación en un evento revela la naturaleza de la transformación entre Jekyll y Hyde.
Por último tenemos a Mr. Enfield un caballero respetado por la sociedad londinense, además es amigo de Mr. Utterson y es quien relata a este la primera experiencia inquietante con Mr. Hyde. Este episodio inicial despierta la curiosidad de Utterson, y a medida que avanza la trama, ambos personajes trabajan juntos para desentrañar los misterios que rodean a Mr. Hyde y su conexión con el Dr. Jekyll.

## Análisis
Esta novela se ha convertido en una pieza fundamental y centrada en el concepto de la cultura occidental del conflicto interior del ser humano entre el bien y el mal. También ha sido considerada como "Una de las mejores descripciones del período victoriano por su perforante descripción de la dicotomía fundamental del siglo XIX: Respetabilidad externa y lujuria interna". Y su tendencia a la hipocresía social.
Se han sugerido varias influencias para el interés de Stevenson sobre el estado moral que separa al pecador de su propia moral. Entre ellas se encuentran:
- La figura de William Brodie, aparente modelo de ciudadano del siglo XVIII, rector de una comunidad y concejal del Ayuntamiento. De día era un ejemplo de conducta cívica, pero de noche se convertía en jugador y ladrón y llegaba a cometer hurtos sin despertar las sospechas de nadie. Ni siquiera estaban enteradas sus dos amantes, con quienes tuvo cinco hijos.
- La novela Memorias privadas y confesiones de un pecador justificado de James Hogg, en la que un hombre es animado al crimen por otro hombre que resulta ser el diablo.

Los géneros literarios que los críticos han utilizado para calificar la novela incluyen: la alegoría religiosa, la fábula, la novela policíaca, literatura de doppelgänger, cuentos diabólicos escoceses o la novela gótica. Se discute si es un relato de ciencia ficción, debido a que la transformación se produce por la alteración de las sales de la poción.
Stevenson nunca llega a decir cuáles son exactamente los placeres que Hyde obtiene en sus incursiones, limitándose a decir que se trata de algo de una naturaleza mala, lujuriosa y aborrecible para la moral religiosa victoriana. Sin embargo, varios científicos a finales del siglo XIX, desde la perspectiva del darwinismo social también empezaban a estudiar otras supuestas influencias “biológicas” en la moral humana incluyendo: alcoholismo, drogadicción, desórdenes de personalidad múltiple y atavismos.
La división interior de Jekyll ha sido vista por algunos críticos como análoga a cismas que existen en la sociedad británica. Las divisiones incluyen las divisiones sociales de la clase, las divisiones políticas entre Irlanda e Inglaterra, y las divisiones entre fuerzas religiosas y seculares.
Es importante, por otra parte, que casi nunca se ha destacado el parentesco entre el asunto central del relato y las posteriores doctrinas freudianas sobre el desdoblamiento del "Ello", sobrecargado de pulsiones sexuales y agresivas desbocadas, y el débil "Yo", de estructura endeble, ante el mismo. La asociación, para el conocedor del psicoanálisis, es casi inevitable. Así, deslumbra que la narración de Stevenson, en el plano de la ficción, se haya anticipado, a grandes rasgos, a la topología del psiquismo, que Freud describiera dos décadas después.

## Cuestiones narrativas
En el caso de la historia “El extraño caso del Dr. Jekyll y Mr. Hyde” encontramos un narrador focalizado de manera externa. Durante la historia el narrador nos cuenta lo que les ocurre a los personajes desde fuera.
Además, el narrador es heterodiegético, puesto que no se encuentra dentro de la historia, no se trata de un personaje el que narra los sucesos. Sin embargo, en algunos episodios nos encontramos la narración a través de diversos personajes, por lo que en ese caso el narrador es homodiegético.
En cuanto a los espacios de la novela, son los que contribuyen a darle a la obra una atmósfera sombría y repugnante característica de la literatura gótica. Algunos de los espacios de la novela más importantes son los siguientes:
1. Un Londres victoriano ya que la obra se sitúa en Londres durante la época del reinado de la reina Victoria, lo que nos da el fondo oscuro y misterioso que tenían los callejones de la ciudad. Del mismo modo, las calles transitadas y el estilo de las casas del momento dando una sensación de opresión y angustia.
2. La casa del Dr. Jekyll, lugar donde se centra la historia. En un principio, la casa se muestra como un lugar elegante y bien equipado, pero a medida que va avanzando la novela, el lugar va adquiriendo una imagen de oscuridad y secretismo.
3. El laboratorio, es un espacio ubicado en la casa del Dr. Jekyll. En él, el doctor experimenta para liberar su lado oscuro, creando a Mr. Hyde. Es un espacio muy oscuro y claustrofóbico, reflejo de la dualidad de su personalidad y la lucha interna entre ambos personajes.
4. Las calles de la ciudad que sirven como escenarios donde ocurren eventos importantes como las escenas de violencia, contrastando con los espacios privados, como los de la casa del protagonista, dando una sensación de peligro y amenaza y también el contraste de la claridad del día ya que todos los acontecimientos horribles solo transcurren pasada la medianoche.

A su vez, podemos hablar del tiempo de la historia, el periodo de tiempo en el que se desarrolla la novela es relativamente corto. Además, sigue una secuencia cronológica de eventos que hacen a la historia lineal.
A pesar de la progresión lineal de la novela, existen algunos elementos temporales que proporcionan cierta complejidad a la trama:
1. Retrocesos y recuerdos: a lo largo de la historia, los personajes recuerdan eventos pasados y discuten incidentes que ocurrieron antes del inicio de la historia; proporcionando contexto y profundidad a los personajes e historia. Además, revela información importante sobre la relación entre los personajes y los sucesos que los llevaron a la situación en la que se encuentran en ese momento.
2. Flashbacks encontrados en las cartas y diarios escritos por los personajes, revelando elementos importantes dando una visión más completa de la historia.
3. Concepción de la historia ya que, a pesar de que los hechos importantes suceden en un periodo momentáneo, se concibe la idea que los experimentos y la dualidad del Dr. Jekyll y Mr. Hyde se han desarrollado anteriormente de la novela.

Por último, en la publicación, Morfología del cuento, Vladímir Propp expone con maestría las diferentes funciones que los personajes de la mayoría de los cuentos fantásticos rusos llevan a cabo durante los mismos. Los personajes, por diferentes que fueran, suelen desarrollar acciones muy parecidas en todas las historias. Propp definió como “función” a la acción de un personaje, desde el punto de vista de su significado en el desarrollo de la intriga.
Propp planteó las siguientes observaciones: en primer lugar, las funciones son las partes constitutivas fundamentales del cuento; en segundo lugar, el número de funciones que incluye el cuento maravilloso es limitado; en tercer lugar, la sucesión de las funciones es siempre idéntica; y, en cuarto lugar, todos los cuentos maravillosos pertenecen al mismo tipo en lo que concierne a su estructura.
Si bien la novela no sigue estrictamente las funciones de Propp, se pueden identificar algunos elementos que podrían relacionarse con las funciones:
1. Ausencia: El relato comienza con la ausencia de explicación sobre quién es Mr. Hyde y cuál es su relación con el Dr. Jekyll. Esta falta de información al principio de la historia se puede conectar con la función de Propp ya que una parte de la historia es desconocida.
2. Interdicción: El Dr. Jekyll se impone a sí mismo una interdicción al tratar de controlar sus impulsos oscuros mediante la creación de la poción que lo transforma en Mr. Hyde.
3. Engaño: El Dr. Jekyll engaña a sus amigos y a sí mismo al ocultar su conexión con Mr. Hyde y al pretender que pueden coexistir pacíficamente.
4. Transgresión: La transformación del Dr. Jekyll en Mr. Hyde puede entenderse como una transgresión de las normas y expectativas sociales.
5. Reconocimiento: A medida que la historia avanza, los personajes secundarios, como Utterson y Lanyon, comienzan a reconocer la conexión entre el Dr. Jekyll y Mr. Hyde. Este reconocimiento es fundamental para el clímax y la resolución de la trama.
6. Castigo: El Dr. Jekyll pierde el control sobre Mr. Hyde y como consecuencia este desaparece.

Además de crear estas funciones, Propp concluyó que los personajes tenían “7 esferas de acción”. Es decir, todos los individuos que aparecen en los cuentos acaban realizando una función que se puede enmarcar en una de esas esferas. Por ello, a pesar de que no es un cuento tradicional, podemos establecer una conexión entre los personajes de la obra y las esferas de acción. Cabe destacar, que las 7 esferas de acción no están representadas en esta narración debido a que no es un cuento tradicional como hemos mencionado anteriormente:
1. Donante: Henrry Jekyll actúa como donante al proporcionar la poción para transformarse en Mr. Hyde.
2. El héroe: el Dr. Jekyll puede considerarse el héroe, ya que es el personaje central cuyas acciones fomentan la historia.
3. El ayudante: Utterson, el abogado y amigo del Dr. Jekyll, actúa como ayudante al investigar y resolver la conexión entre Jekyll y Hyde.
4. El antagonista: Mr. Hyde actúa claramente como el antagonista de la historia, representando los impulsos oscuros y destructivos del Dr. Jekyll.
5. El falso héroe: Mr. Hyde, pues representa el lado oscuro, malévolo y destructivo de la personalidad del Dr. Jekyll que se opone a sus deseos y valores morales.
6. El emisor: Dr. Jekyll ya que es el creador de la situación que desencadena la transformación en Mr. Hyde y los eventos subsiguientes.

## Cultura popular

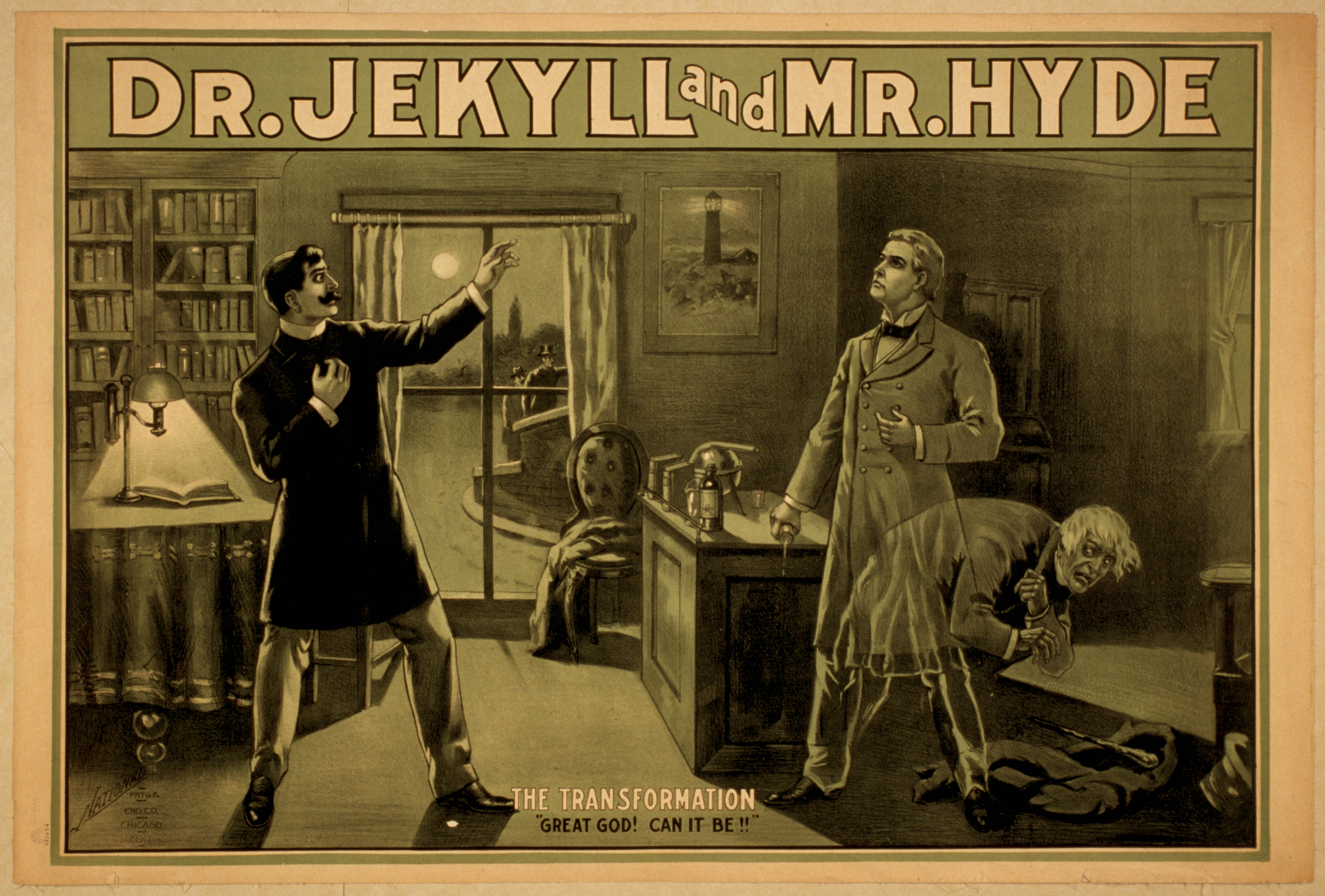
Cartel de la década de 1880.

Hay muchas representaciones teatrales y adaptaciones cinematográficas de la obra, así como innumerables referencias en la cultura popular. La propia frase «Jekyll y Hyde» se usa para referirse a un comportamiento polarizado o a cambios de humor bruscos (véase desorden bipolar). La mayor parte de las adaptaciones de la obra omiten la figura de identificación del lector de Utterson para contar la historia desde el punto de vista de Jekyll y Hyde, eliminando el aspecto misterioso del libro sobre quién es la figura de Hyde. De hecho, no ha existido ninguna adaptación importante de la obra que fuese suficientemente fiel al trabajo de Stevenson hasta ahora, ya que la mayoría de ellas han incluido elementos románticos en la trama.
Principales obras de teatro y adaptaciones cinematográficas por orden cronológico:
- 1887. Obra de teatro, estrenada en Boston. Thomas Russell Sullivan hacía el papel del Doctor Jekyll y de Mr. Hyde. Esta fue la primera adaptación teatral seria y estuvo recorriendo Gran Bretaña durante 20 años. Siempre se liga a la actuación de Richard Mansfield, que interpretó el papel hasta 1907. El argumento se adaptó para centrarlo en una trama de amor doméstica.
- 1908. Película estadounidense. Dr. Jekyll and Mr. Hyde, primera adaptación cinematográfica de la novela, aunque sigue sobre todo las versiones teatrales.
- 1912. Película estadounidense. Dr. Jekyll and Mr Hyde (1912). Compañía Thanhouser. Dirigida por Lucius Henderson y protagonizada por James Cruze y Florence La Badie.
- 1920. Película estadounidense. El hombre y la bestia. Dirigida por John S. Robertson. La última y más famosa de las adaptaciones mudas de la obra, protagonizada por John Barrymore. Como en las anteriores, el argumento sigue la versión teatral de Sullivan de 1887, pero con algunos elementos de El retrato de Dorian Gray.
- 1931. Película estadounidense. El hombre y el monstruo (1931). Dirigida por Rouben Mamoulian. Generalmente considerada la versión clásica de las películas, conocida por su interpretación experta, poderoso simbolismo visual, y efectos especiales innovadores. Sigue el argumento de la obra teatral de Sullivan. El actor Fredric March ganó un Oscar por su actuación y los secretos técnicos de las escenas de transformación no fueron revelados hasta décadas más tarde de la muerte del director.
- 1941. Película estadounidense. El extraño caso del doctor Jekyll (1941), dirigida por Victor Fleming. Una adaptación de la película de 1931. Interpretada por Spencer Tracy, Ingrid Bergman y Lana Turner.
- 1947. Cortometraje animado estadounidense. Dr. Jekyll and Mr. Mouse (1947) dirigida por William Hanna y Joseph Barbera. Corto animado con el célebre gato Tom creando una pócima química para matar al célebre ratón Jerry, pero la pócima ideada por Tom genera el inesperado efecto de fortalecer físicamente a Jerry dotándolo de un carácter irascible y violento. Nominado al Premio Oscar como Mejor Corto Animado.
- 1951 Película argentina El extraño caso del hombre y la bestia. Dirigida por Mario Soffici. Actuaron en ella Mario Soffici, Ana María Campoy, José Cibrián, Olga Zubarry, Rafael Frontaura, Federico Mansilla, Panchito Lombard, Arsenio Perdiguero y Diana de Córdoba.
- 1955. Cortometraje animado estadounidense. Hyde and Hare (1955) dirigida por I. Freleng. El célebre conejo Bugs Bunny es adoptado por un amable y apacible Dr. Jekyll, pero durante la estadía del conejo en casa del doctor este comienza a sufrir sus metamorfosis que lo convierten en un monstruoso y homicida Mr. Hyde.
- 1959. El cine mexicano también hace un film basándose en la obra que lleva el nombre la película el hombre y el monstruo protagonizado por Abel Salazar , Martha Roth y es dirigido por Rafael Baledon. La trama consiste de un pianista frustrado que vende su alma al diablo a cambio de convertirse en el músico más grande de todos los tiempos. A partir de ese momento, el hombre se transformará en un monstruo sediento de sangre cada vez que la orquesta ejecuta cierta melodía, dejando tras de sí una estela de brutales crímenes.
- 1959. Le testament du Docteur Cordelier. Adaptación cinematográfica de la novela de Stevenson "El extraño caso del Dr. Jekyll y Mr.Hyde" por el director francés Jean Renoir. Jekyll es, en esta ocasión, un psiquiatra de prestigio con oscuras aspiraciones sobre el control del alma humana. Interpretada por Jean-Louis Barrault, Teddy Bilis, Michel Vitold, Jean Topart, Gaston Modot, Jean Renoir.
- 1960. Película del Reino Unido Las dos caras del Dr. Jekyll. Dirigida por Terence Fisher para Hammer Films. Un triángulo amoroso espeluznante y escenas explícitas de serpientes, fumaderos de opio, violación, asesinatos y cuerpos estrellándose a través de azoteas de cristal.
- 1960. Cortometraje animado estadounidense. Hyde and Go Tweet (1960) dirigida por Friz Freleng. El célebre gato Silvestre debe enfrentar al célebre canario Piolín quien experimenta la metamorfosis transformándose en un gigantesco y violento pájaro amarillo.
- 1963. Película estadounidense. The nutty professor (El profesor chiflado) de Jerry Lewis. Una comedia que toma muchos elementos de la obra original. En este caso el científico loco toma la pócima para convertirse en un seductor.
- 1963. Mister_Hyde_(cómic) apareció por primera vez en Journey into Mystery # 99 y fue creado por Stan Lee y Don Heck.
- 1968. TV de EE. UU. y Canadá Robert Louis Stevenson's The Strange Case of Dr. Jekyll and Mr. Hyde. Una serie de televisión en dos partes emitida por CBC en Canadá y ABC en los EE. UU. Nominada para varias categorías de los premios Emmy, sigue a Hyde en una serie de conquistas sexuales y asesinatos. Vuelve a aparecer el personaje de Utterson (renombrado como Deviln).En este año el grupo británico The Who escribió una canción titulada "Dr Jekyll & Mr Hyde" en la que unas líneas de la letra hablan del doctor y su pócima la cual hace que su carácter cambie.
- 1971. Película del Reino Unido Dr. Jekyll y su hermana Hyde. Dirigida por Roy Ward Barker. La primera adaptación que muestra a Jekyll transformándose en una mujer, tan bella como maliciosa. Convierte a Jekyll en Jack el Destripador, que utiliza a “su hermana Hyde” como conveniente disfraz para sus crímenes.
- 1971. Película del Reino Unido, I, Monster. Dirigida por Steven Weeks. Modifica a Jekyll convirtiéndolo en un psicoterapeuta freudiano de 1906. Conserva una cantidad justa del argumento original y del diálogo de Stevenson.
- 1984. Episodio en serie televisiva estadounidense. Dr. Jekyll and Mr. Duke (1984) dirigido por Michael Caffey. Tercer episodio de la séptima temporada de la serie Los Dukes de Hazzard (1979-1985). Luke Duke (Tom Wopat) bebe agua contaminada con un derrame químico y experimenta un cambio de personalidad que lo lleva no sólo a pelearse con su familia sino que a vincularse con criminales. Es uno de los dos episodios, dentro de un total de 147, en que Luke Duke pelea a puñetazos con su primo Bo Duke (John Schneider).
- 1982. Jekyll and Hyde Together Again. En esta adaptación, el doctor Jekyll es un renombrado cirujano que busca hacer estudios sobre el instinto de supervivencia de los seres vivos, sin embargo su poción termina liberando su naturaleza más alocada y sin control transformada en su alter ego Edward Hyde, que es una bestía sexual para desesperación de su novia y amante.
- 1988. Dr. Jekyll and Mr. Hyde, videojuego.2013
- 1989. Película estadounidense, Al borde de la locura. Protagonizada por Anthony Perkins, la cinta psicotrónica y surrealista, convierte a Hyde en Jack el Destripador.
- 1990. TV del Reino Unido, Jekyll y Hyde. Película para televisión dirigida por David Wickes. Jekyll, interpretado por Michael Caine, es un viudo enamorado de una mujer casada.
- 1994. En la película The Pagemaster el protagonista Richard Tyler (Macaulay Culkin) asiste a la transformación del Dr. Jekyll en Mr.Hyde, entre otras aventuras de ficción clásicas.
- 1994. Dr. Jekyll and Mr. Hyde como titulo de una canción de la banda surcoreana Seo Taiji and Boys en el lanzamiento de su tercer álbum Seo Taiji and Boys III.
- 1995. Película Dr Jekyll y Mrs Hyde, comedia donde el bisnieto de Jekyll hereda la fórmula, la modifica intentando mejorarla pero así se transforma en mujer, Mrs Hyde, manipuladora y ninfómana interpretada por Sean Young.
- 1996. Película estadounidense. Mary Reilly. Dirigida por Stephen Frears. Interpretada por Julia Roberts y John Malkovich y basada en la novela homónima de 1990, escrita por Valerie Martin; una revisión del argumento de Stevenson desde el punto de vista de una criada de la casa de Jekyll llamada Mary Reilly.
- 1997. Teatro. Musical de Broadway. Jekyll and Hyde (musical). Se mantuvo en escena durante 4 años. Aparece un triángulo amoroso de Jekyll y dos mujeres, siendo Jekyll asesinado por Utterson en el día de su boda.
- 2001. Música. La banda estadounidense de thrash metal Iced Earth, contiene en su sexto álbum Horror Show, una canción titulada "Jekyll & Hyde".
- 2001. Serie. Hacen una parodia cómica en un capítulo de La paisana Jacinta (Lima-Perú). Es uno de los especiales de la serie inspirados en novelas o películas de terror, con el nombre de "El extraño caso del doctor Yekino y Mister Jaime".
- 2003. Película estadounidense. The League of Extraordinary Gentlemen. Dirigida por Stephen Norrington y basada en la serie de cómics escrita por Alan Moore relata las aventuras de un grupo de personajes literarios victorianos con habilidades extraordinarias que son reclutados por el Imperio británico para que sirvan como agentes secretos y lo protejan de las amenazas que se ciernen sobre él. El Dr. Jekyll es interpretado por Jason Flemyng.
- 2007. Serie británica. La BBC lanzó la serie Jekyll de 6 episodios protagonizada por James Nesbitt.
- 2010. Monster high. Los personajes de Jackson Jekyll y Holt Hyde son basadas en la obra, Jackson es un normie hijo del doctor Henry Jekyll, muy brillante y sumiso siendo acosado por sus compañeros, sin embargo cuando escucha música de altos decibeles se convierte en el monstruo Holt Hyde (Hijo de Edward Hyde) un DJ apasionado y loco, siendo el alma de la fiesta y de los chicos más populares en la academia.
- 2013. El grupo surcoreano VIXX publica su primer miniálbum, titulado Hyde, el 20 de mayo, cuya primera canción ostenta el mismo nombre. La letra de la canción hace referencia al conflicto interno de alguien que tiene a otra persona en su interior, aludiendo textualmente a los Jekyll y Hyde de la novela original en la que se basa el concepto.
- 2013. El canal digital Enchufe.tv de origen ecuatoriano y con actividad en Youtube, publica un Sketch titulado Sr. Jekyll y Don Hyde[5] en alusión a la novela de Robert Louise Stevenson, esta adaptación con toque humorístico se basa en un padre que conoce al novio de su hija y delante de ella lo trata con extrema simpatía, no obstante, al dejarlos solos cambia radicalmente y se transforma en un padre celoso y rabioso que intimida y espanta al novio de su hija.
- 2015. La canción "Me, Myself and Hyde" de la banda Ice Nine Kills narra la historia del doctor Jekyll y Mr. Hyde.
- 2015. Drama surcoreano "Hyde Jekyll, Me" (하이드 지킬, 나), una historia que combina los géneros Drama, Comedia, Romance y Psicológico, donde Jang Ja Na (Han Ji Min) trabaja en el circo del famosísimo parque de atracciones "Wonderland". Mientras tanto, Goo Seo Jin (Hyun Bin) es un chaebol de tercera generación y el director general de "Wonderland". Debido a un trauma infantil, Seo Jin sufre de Trastorno de identidad disociativo. Pero a diferencia de la novela "Dr. Jekyll y Mr. Hyde", su doble personalidad, Robin es alguien dulce, inocente y quien siempre intenta ayudar a los demás, mientras que Seo Jin es alguien malhumorado, controlador obsesivo y frío como un témpano con las personas, llegando a ser cruel.
- 2015. Aparece como título en la canción del disco " Resurrección" De José Andrëa y Uróboros.
- 2015. Jekyll and Hyde" es un sencillo de la banda estadounidense de heavy metal Five Finger Death Punch de su sexto álbum de estudio, Got Your Six. Es el primer sencillo del álbum y es el vigésimo sencillo en general de la banda, que fue lanzado el 15 de  junio de 2015.
- 2017. En el reinicio de La Momia aparece como el director de una empresa dedicada a cazar a los monstruos que en esa realidad existen, apareciendo como ambas facetas del personaje, siendo interpretado por Russell Crowe.
- 2019. La banda surcoreana EXO utilizó el título del protagonista "Jekyll" como parte de su séptimo álbum como sexteto Obsession en donde la letra expresa el conflicto interno con el alter ego que tenemos en nosotros mismos.
- 2019. En la canción Take ten de Black Alien se menciona la novela.
- 2021.  Se estrena la película "El secreto de Jekyll & Hyde",[6] dirigida por Steven Lawson.
- 2022. En la serie "Miércoles" de Netflix dirigida por Tim Burton, un "Hyde" es el antagonista principal durante la primera temporada.